# 維多利亞大樓

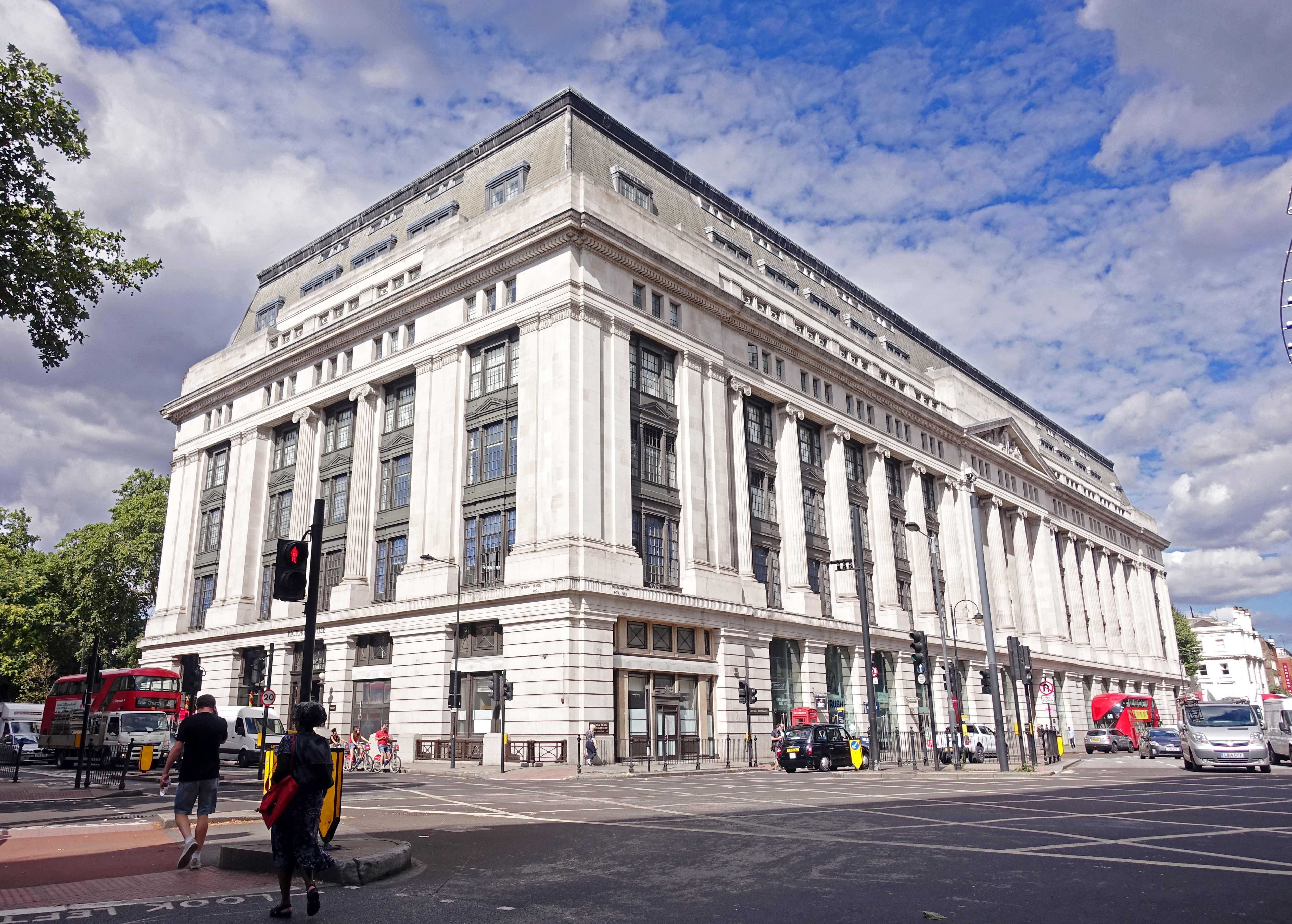
維多利亞大樓

維多利亞大樓（Victoria House）是英國倫敦的一座建築，位於布盧姆茨伯里廣場。這座建築外觀是新古典主義風格，被列入英國的II級登錄建築。維多利亞大樓修建於1920年代，由利物浦維多利亞友好協會興建。2003年，維多利亞大樓進行了大幅改造。

## 外部連結
- 官方网站
- Historic England. . National Heritage List for England.
- Bloomsbury Ballroom website （页面存档备份，存于）

51°31′09″N 0°07′20″W / 51.5193°N 0.1221°W